# Донндорф, Адольф фон

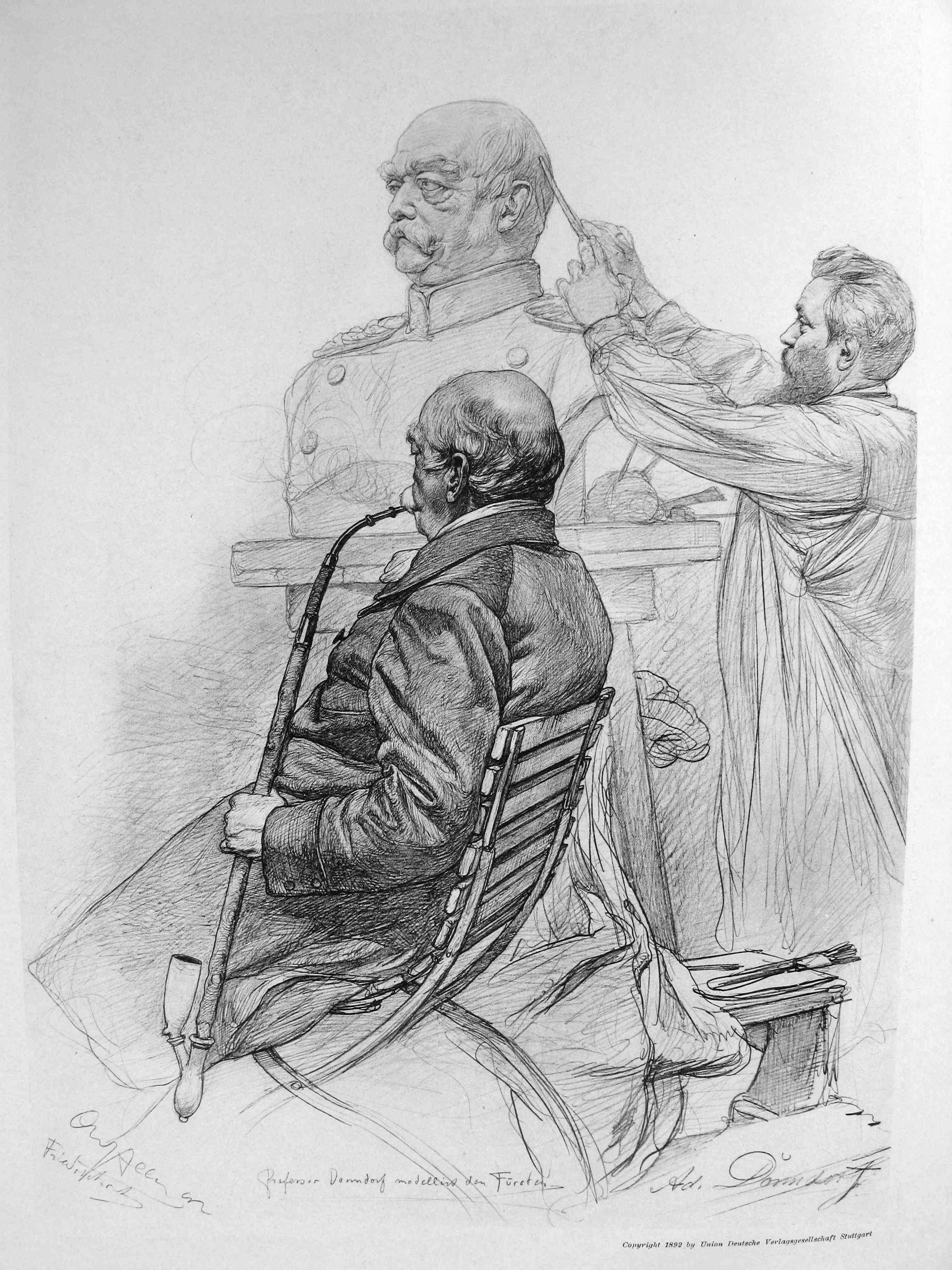
худ. К. В. Аллерс. Адольф фон Донндорф работает над бюстом Бисмарка. 1892 г.

Адольф фон Донндорф (1835—1916) — немецкий скульптор.

## Биография
Сын плотника. С 1853 до 1861 года учился и работал в скульптурной мастерской Эрнста Ритшеля в Дрездене.
Благодаря таланту, уже в ноябре 1864 года стал почётным членом Дрезденской Академии художеств.
С 1876 по 1910 — профессор скульптуры в Королевском художественном училище (с 1901 г. Академия изобразительных искусств в Штутгарте).

## Награды
- Рыцарь ордена Вюртембергской короны (1889).
- Пожалован дворянский титул (1889)
- Почётный гражданин городов Веймар (1875), Айзенах (1895) и Штутгарт (1910).
- Создан музей Донндорфа в Веймаре (1910), был разрушен в конце Второй мировой войны.

## Избранные работы
- Мемориал Мартина Лютера (Вормс) (в соавт. 1868)
- Конная статуя Карла Августа, великого герцога Саксен-Веймар-Эйзенахского в Веймаре (1875)
- Бюст Бисмарка в Гейдельберге (1875)
- Бюст поэта Ф. Фрейлиграта в Штутгарте (1878)
- Памятник художника П. Корнелиуса в Дюссельдорфе (1879)
- Надгробный памятник композитора Р. Шумана
- Памятник Гёте в Карлсбаде (ныне Карловы Вары) (1883)
- Памятник Иоганну Себастьяну Баху в Айзенахе (1884)
- Украшения и рельефы фасада Королевской библиотеки в Штутгарте (1885—1888)
- Бюсты Мольтке и Бисмарка (1889, ныне Старая национальная галерея
- Карла Антона Гогенцоллерн-Зигмарингена (1890)
- Памятник Лютера в Айзенахе (1895)
- Конная статуя императора Вильгельма I на Старом мосту в Саарбрюккене Шиллер, Фридрих
- Памятник Ф. Шиллера в Штутгарте (1913)
- Статуи курфюрста Саксонии Фридриха III, философа И. Рейхлина, Дж. Савонаролы, П. Вальдо.
- фонтаны в Штутгарте, Веймаре, Нью-Йорке, Свитави и др.

### Галерея

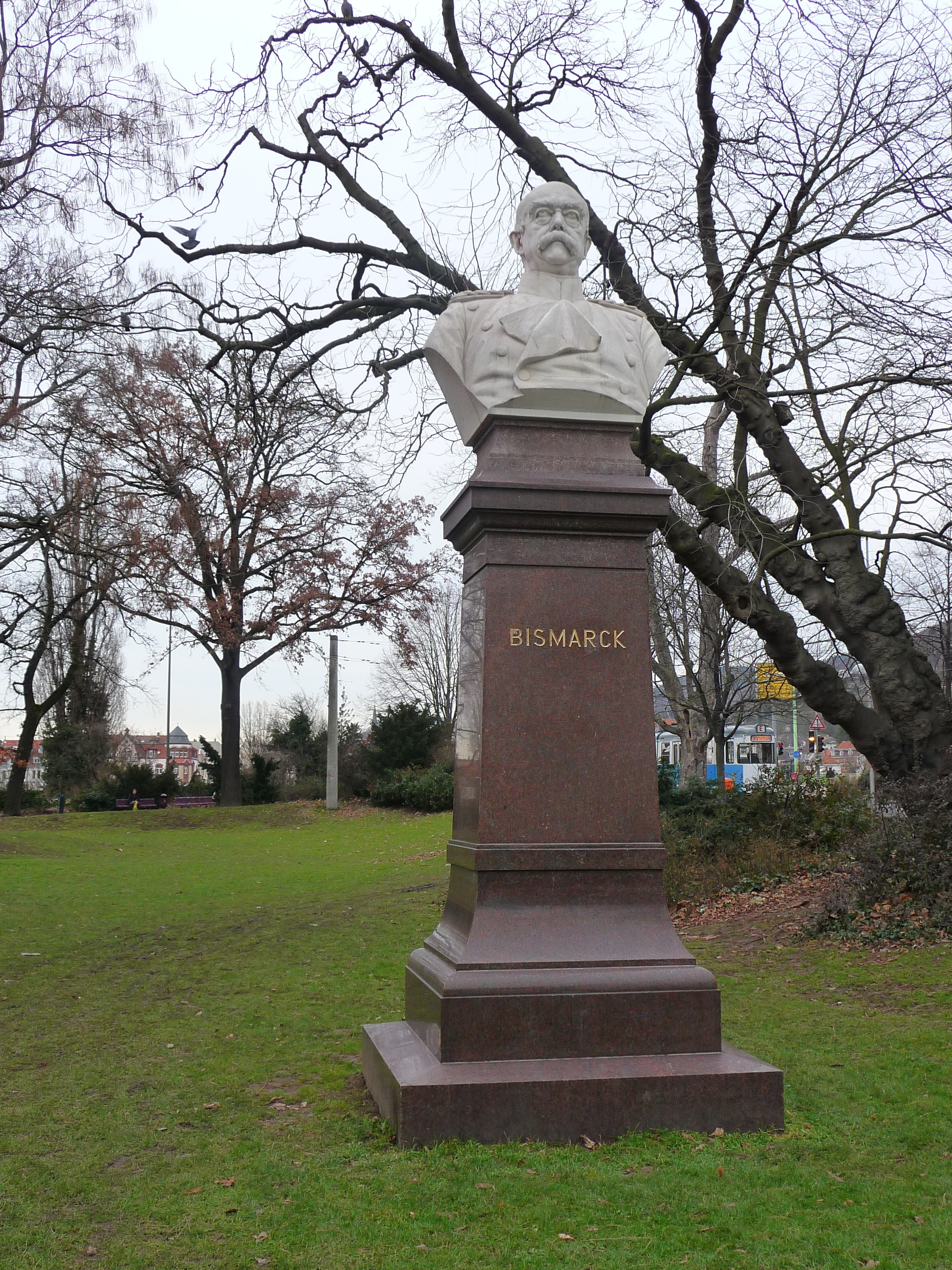
Бюст Бисмарка в Гейдельберге
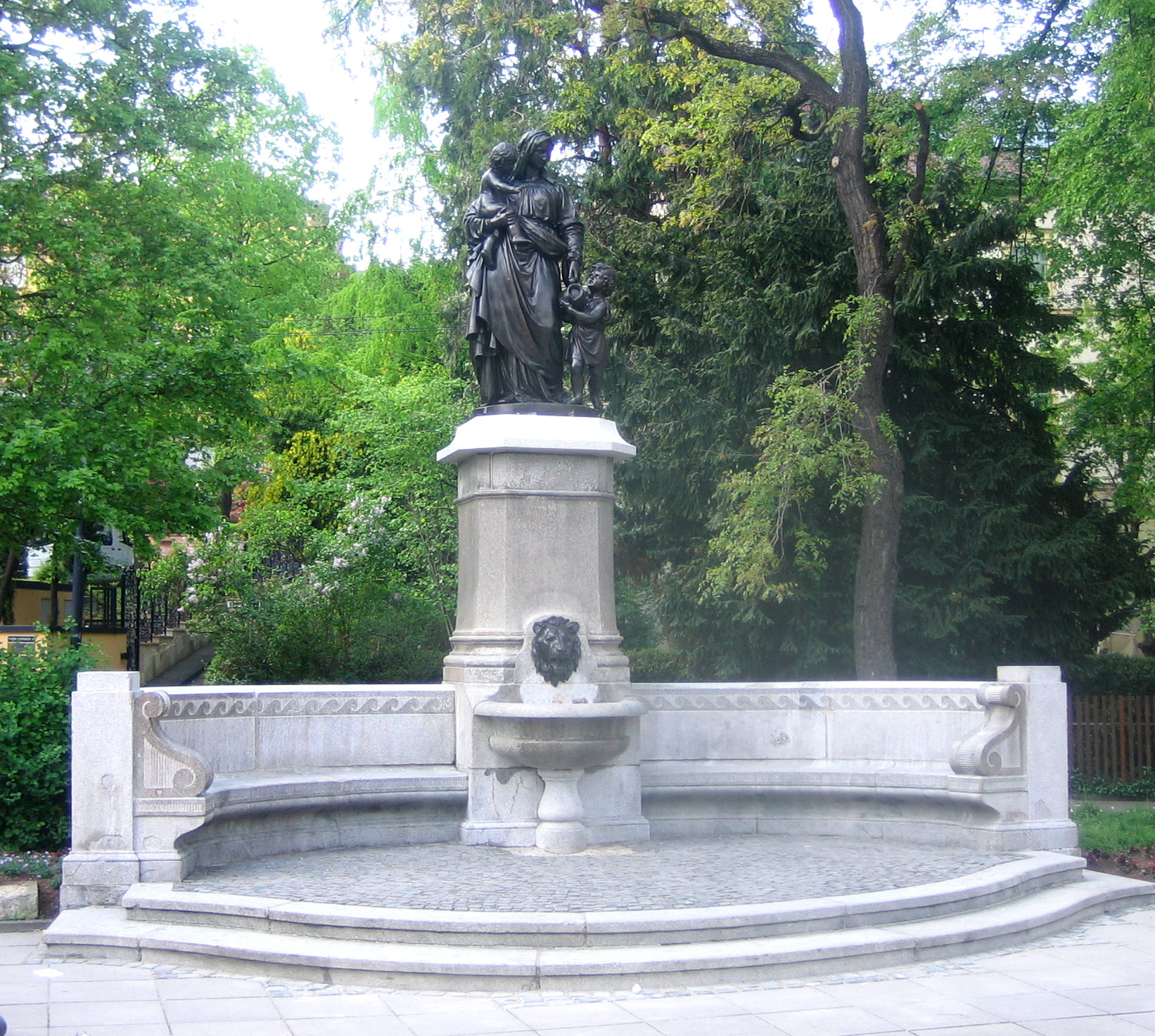
Фонтан Полин в Штутгарте
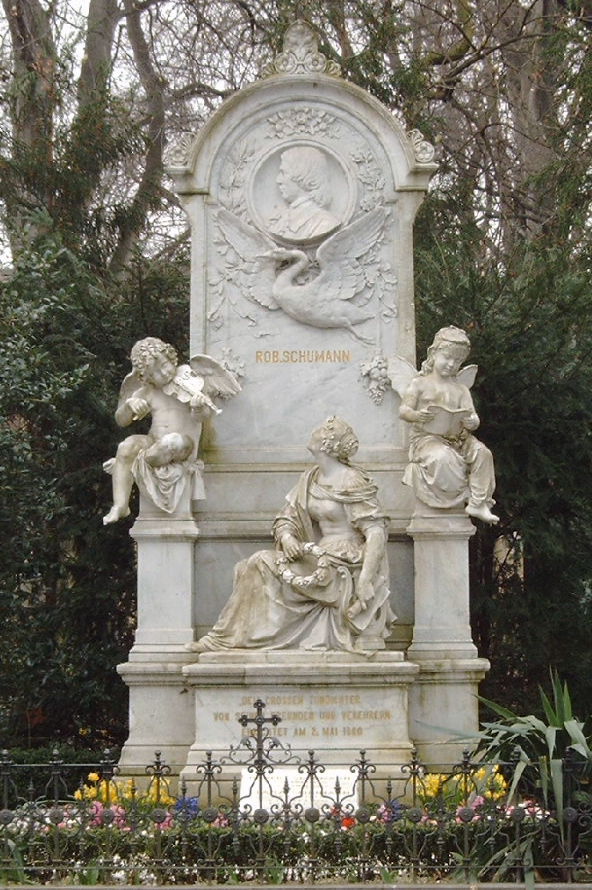
Надгробный памятник композитора Р. Шумана (1880)
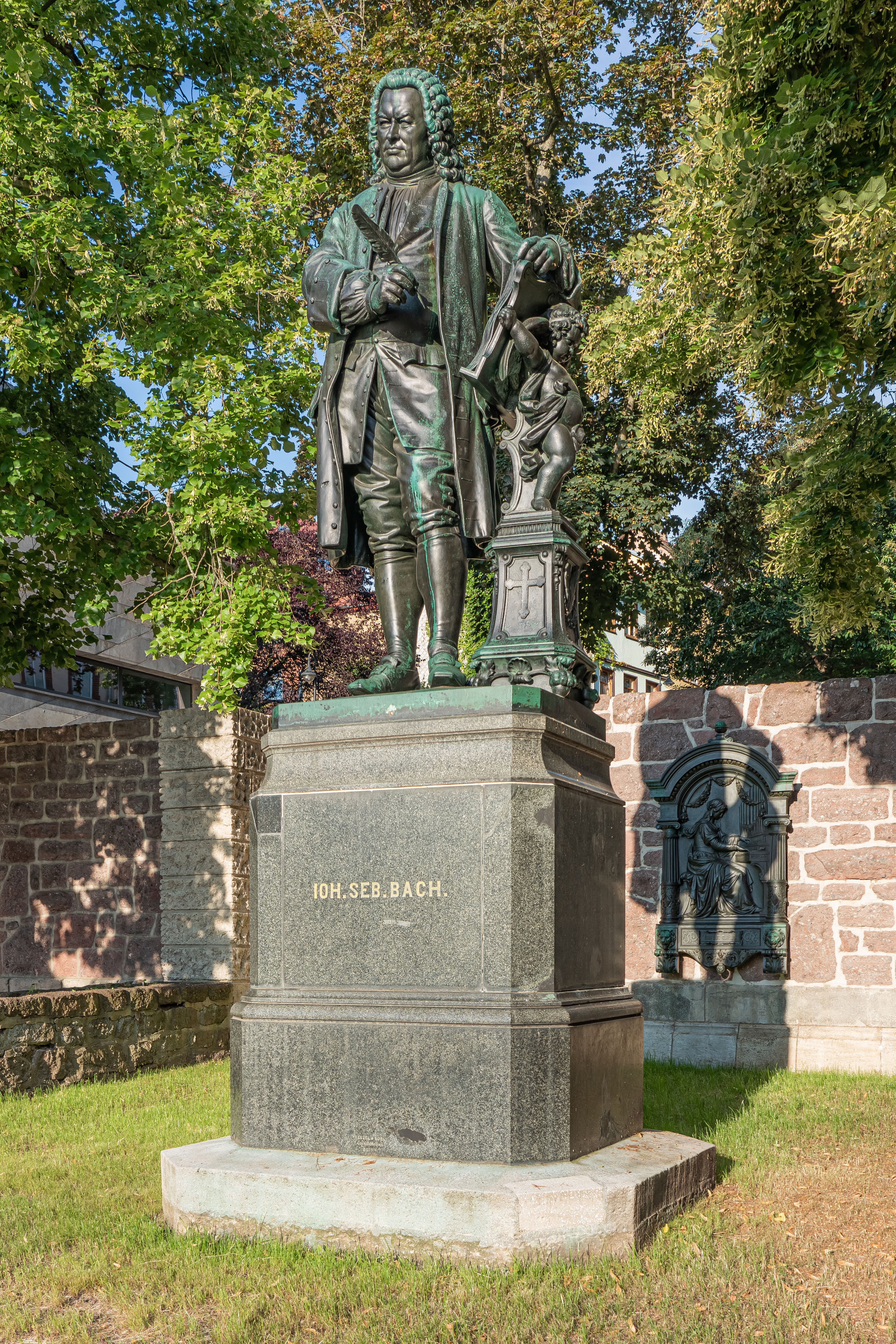
Памятник Иоганну Себастьяну Баху в Эйзенахе (1884)
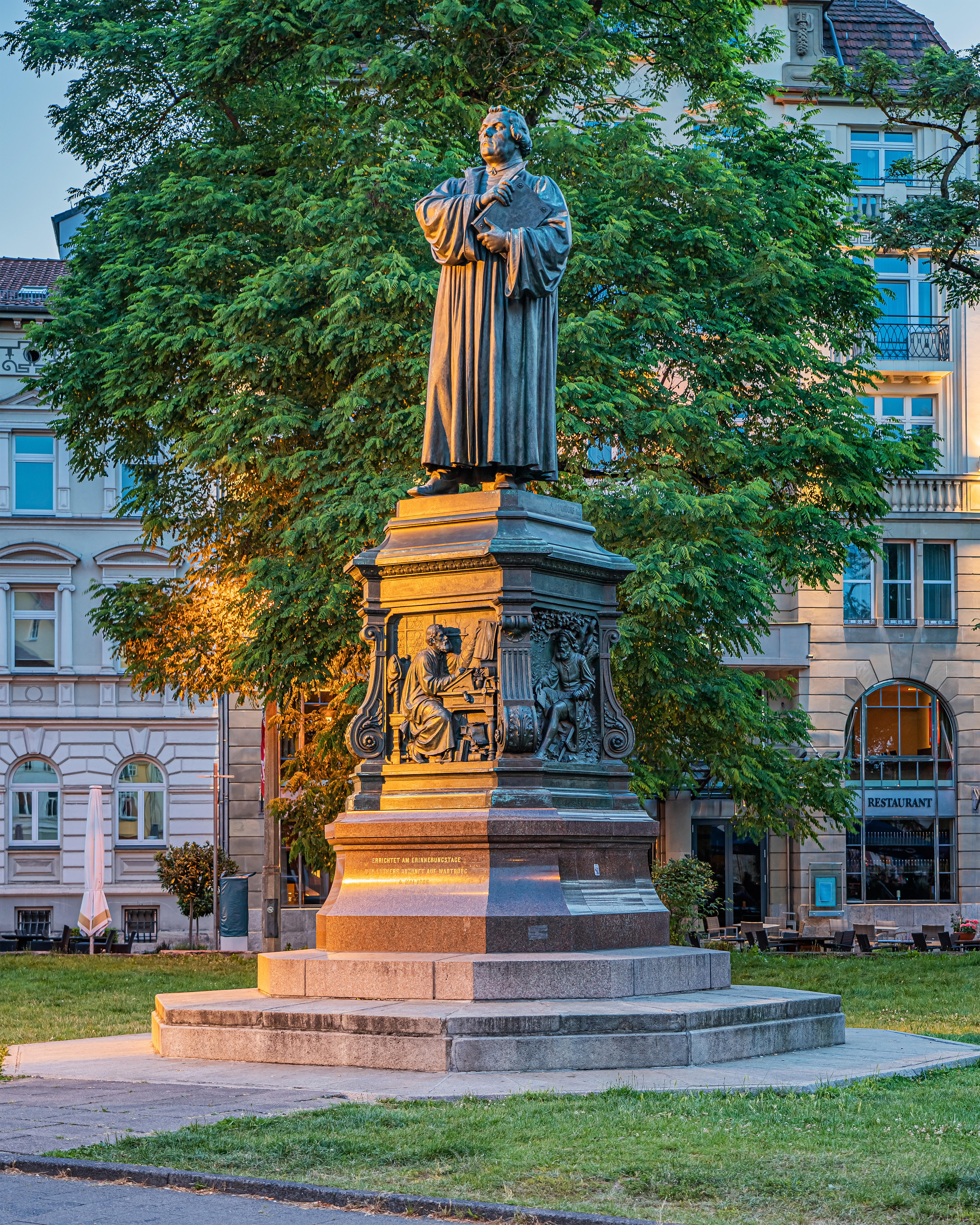
Памятник Лютера в Эйзенахе (1895)
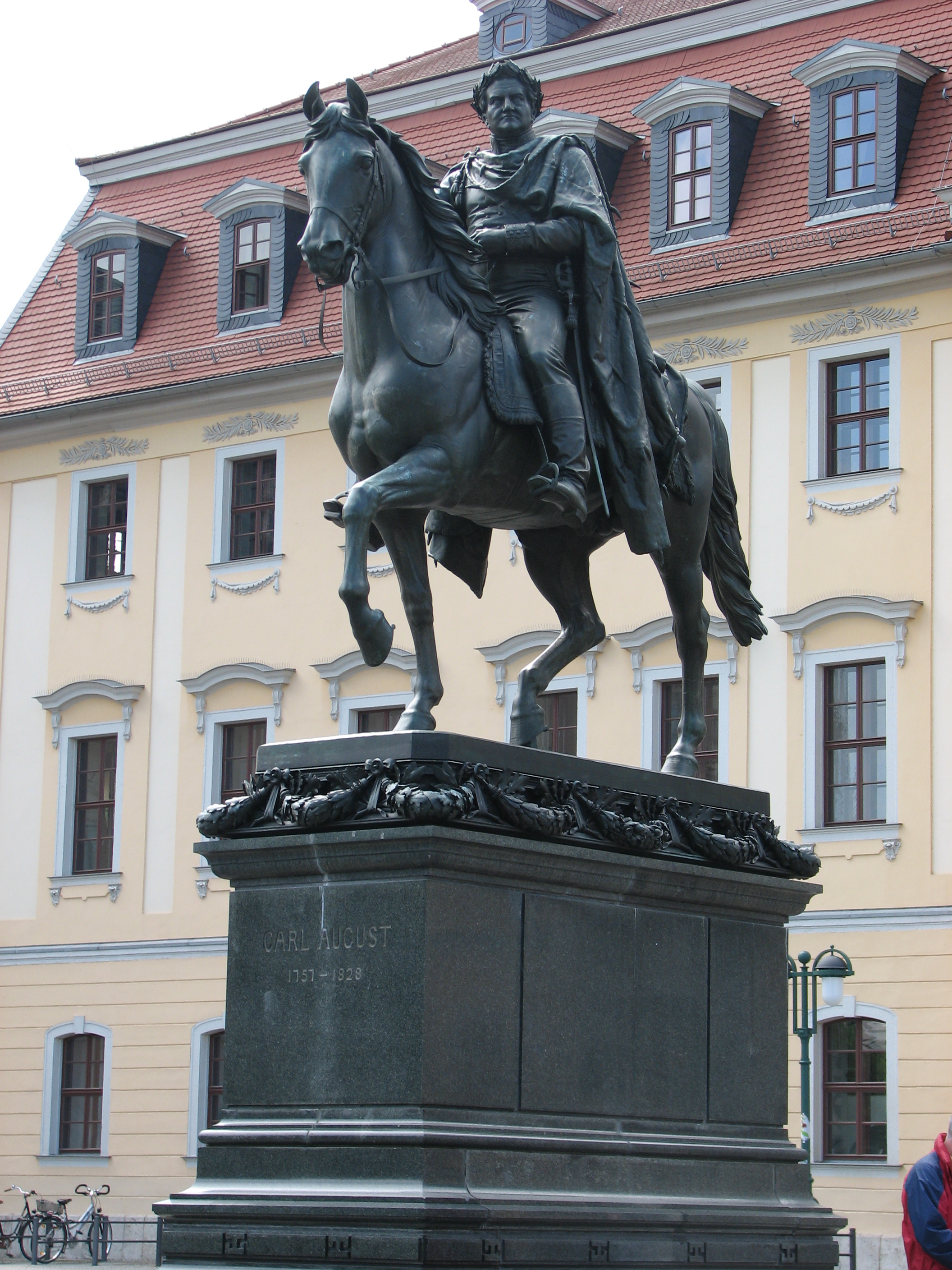
Конная статуя Карла Августа, великого герцога Саксен-Веймар-Эйзенахского в Веймаре
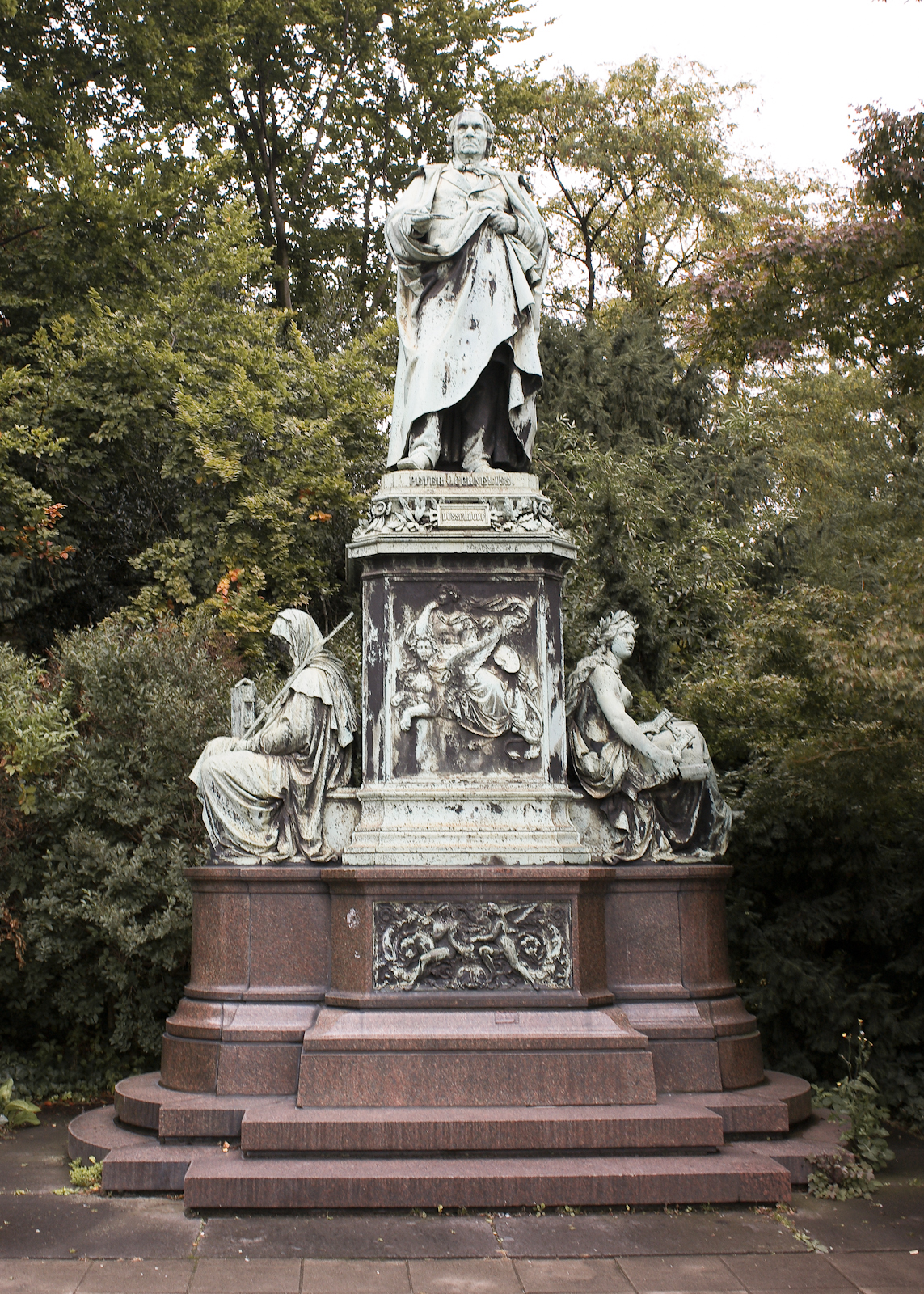
Памятник художника П. Корнелиуса в Дюссельдорфе (1879)
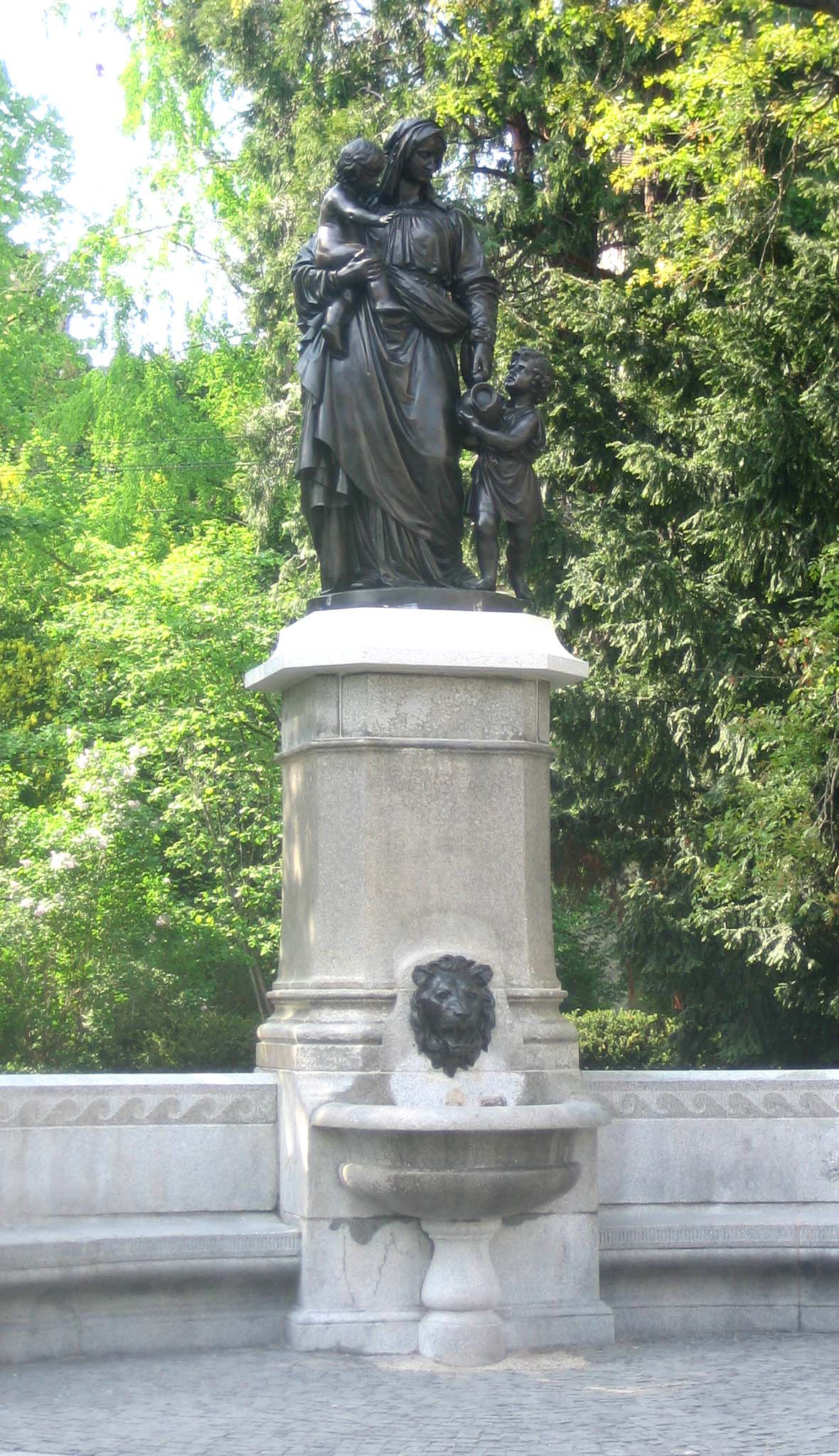
Фонтан «Материнская любовь» в Штутгарте